# Echenais borsippina
Echenais borsippina är en fjärilsart som beskrevs av Butler 1867. Echenais borsippina ingår i släktet Echenais och familjen Riodinidae. Inga underarter finns listade i Catalogue of Life.